# Open Ohr Festival

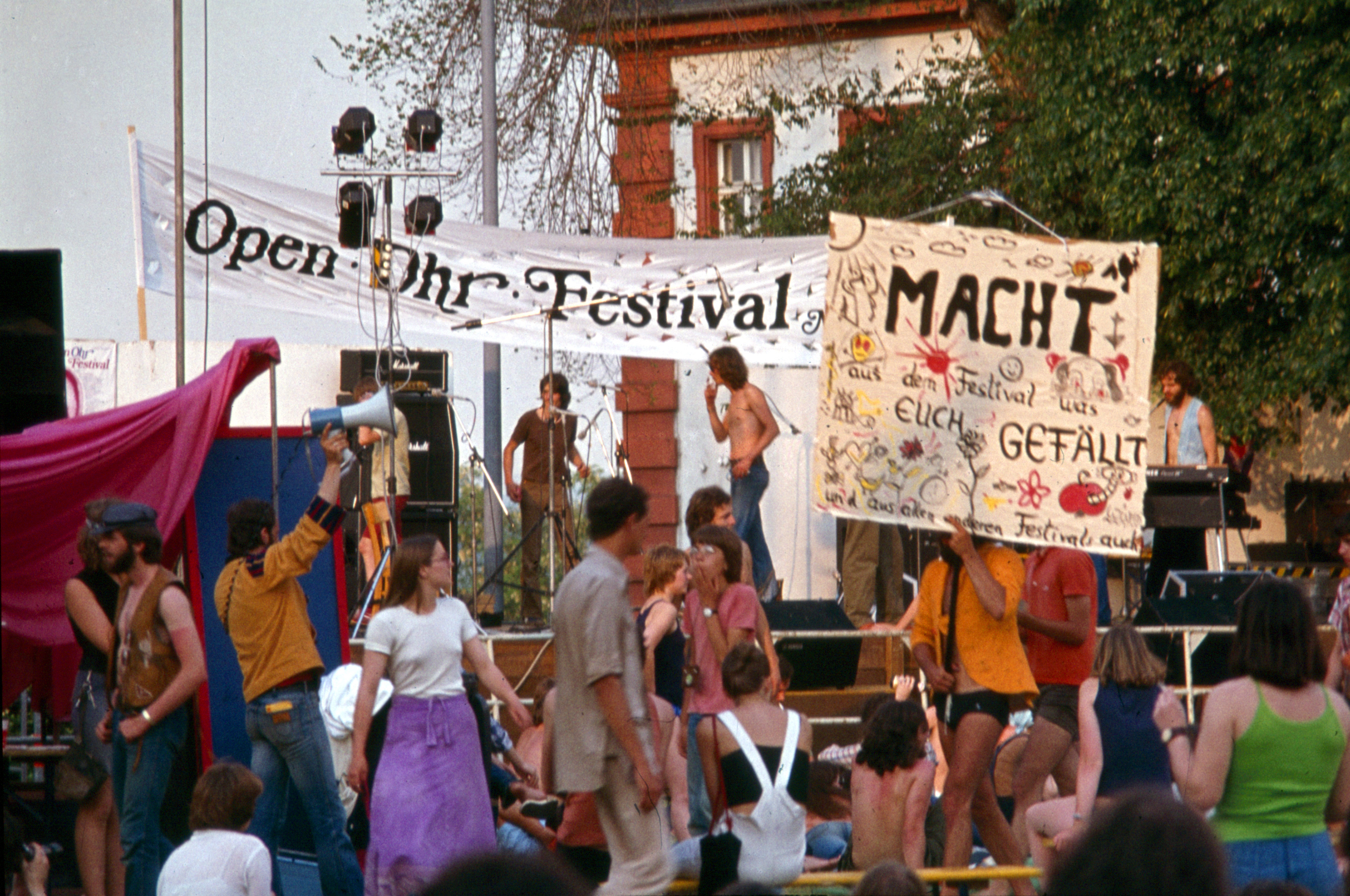
Open Ohr 1979

Das Open Ohr Festival (OOF) auf der Zitadelle Mainz  ist ein seit 1975 alljährlich über Pfingsten stattfindendes  thematisch orientiertes Jugendkulturfestival mit Gesprächsforen, Workshops, Kabarett und Livekonzerten sowie Zeltlager.

## Strukturen
Rechtlicher Träger ist das Jugendamt der Stadt Mainz, finanziell unterstützt vom rheinland-pfälzischen Kultusministerium und vom Förderverein Open Ohr. Tatsächlicher Veranstalter ist die Freie Projektgruppe, die einen sehr großen inhaltlichen Freiraum zugestanden bekommt, da sie auf letztlich ehrenamtlicher Basis mit wechselnden Personen seit vielen Jahren die Hauptlast der nicht verwaltungsmäßigen organisatorischen Arbeit trägt. Einer der frühen Mitarbeiter und Wegbegleiter war hier Reinhard Hippen. Die sich daraus manchmal ergebenden Konflikte etwa um spezielle Programmpunkte haben die Gesprächskultur über Jahre immer wieder herausgefordert, mobilisiert und lebendig gehalten.

## Open Ohr Förderverein
Freunde des Festivals haben sich im September 1995 zu dem gemeinnützigen Open-Ohr-Verein zusammengeschlossen, nachdem das Festival von den konservativen Parteien im Mainzer Stadtrat in Frage gestellt wurde. Ziel des Vereins ist es, das Open Ohr als politisches Kulturfestival zu erhalten, die Autonomie der Programm gestaltenden Projektgruppe zu verteidigen und die Zitadelle als Festivalort langfristig zu sichern. Der Verein setzt sich für eine bessere finanzielle Ausstattung des Festivals ein und fördert es mit Spenden. Darüber hinaus will sich der Verein in der kulturpolitischen Diskussion in Mainz zu Wort melden.

## Inhalt
Als nichtkommerzielles, thematisches Jugendkulturfestival aufgestellt, bietet das Open Ohr jeweils 5.000 – 9.000 zumeist jugendlichen Besuchern die Gelegenheit, sich an vier Tagen intensiv mit aktuellen gesellschaftlichen Themen auseinanderzusetzen. Im Laufe der Jahrzehnte hat sich das Open Ohr Festival den Ruf eines bundesweit einmaligen Beispiels gelungener Jugendkulturarbeit erworben. Der ehemalige Mainzer Oberbürgermeister und Jugend- und Sozialdezernent Michael Ebling nannte es „das einzige noch bestehende jugendpolitische Festival in der Bundesrepublik“.
Neben den Foren, den Theater- bzw. Kabarett-Produktionen und Livekonzerten gibt es seit vielen Jahren auch ein Kinderprogramm. Über vier Tage sind bis zu 300 Künstler aus Musik, Theater, Kleinkunst, Kabarett und Aktionskunst erlebbar, wobei vieles parallel stattfindet.

## Themen
Die Themen der Festivals werden jedes Jahr von der Freien Projektgruppe ausgearbeitet. Auf dem Festival finden Podiumsdiskussionen, Lesungen, Gesprächsrunden, Workshops und Kunstprojekte neben Musik, Theater, Kabarett und Film statt. Die Veranstalter sprechen davon, alljährlich circa 100 Referenten aus Politik, Kultur, Wissenschaft und Wirtschaft aufzubieten.
- 01. Open Ohr Festival 1975 „Hits & Antihits – Lieder, Chanson und Schlager in Deutschland“
- 02. Open Ohr Festival 1976 „Arbeit Liebe Traum in Liedern, Chansons und Sprache“[2]
- 03. Open Ohr Festival 1977 „Mit und ohne Arbeit“
- 04. Open Ohr Festival 1978 „Keine Bange“
- 05. Open Ohr Festival 1979 „Macht, Druck & Co“
- 06. Open Ohr Festival 1980 „Nie Wieder! Faschismus gestern, heute, morgen“
- 07. Open Ohr Festival 1981 „Zeit zum Aufstehn! Sicherheitsdebatten & Friedensgespräche“
- 08. Open Ohr Festival 1982 „Keiner Kann! Was tun? Aussteigen – Umsteigen – Einsteigen“
- 09. Open Ohr Festival 1983 „Der Fremde. Die Fremde. Das Fremde“
- 10. Open Ohr Festival 1984 „Tanz auf dem Vulkan“
- 11. Open Ohr Festival 1985 „Zukunft: Zwischen Morgen und Grauen“
- 12. Open Ohr Festival 1986 „Afrika – Schwarz auf weiß?“
- 13. Open Ohr Festival 1987 „Wir sind wieder wer“
- 14. Open Ohr Festival 1988 „Der widerspenstigen Lähmung? Einrichten. Abwarten. Zuschauen.“
- 15. Open Ohr Festival 1989 „Herrschaftszeiten!? Oder von Freiheit, Gleichheit, Schwesterlichkeit“
- 16. Open Ohr Festival 1990 „Eine Welt – Brennt“
- 17. Open Ohr Festival 1991 „Zu Fall Und Not-Wendigkeit – Die neue Welt-Unter-Ordnung“
- 18. Open Ohr Festival 1992 „Das faule Ei des Kolumbus – die Teilung der Welt“
- 19. Open Ohr Festival 1993 „Jugend '93 – weichgespült und hartgesotten“
- 20. Open Ohr Festival 1994 „Rückwärts in die Zukunft“
- 21. Open Ohr Festival 1995 „Liebe, Lust und Leidenschaft“
- 22. Open Ohr Festival 1996 „Endstation Sinnsucht?“
- 23. Open Ohr Festival 1997 „Kein schöner Land“
- 24. Open Ohr Festival 1998 „Von Aufständen und Zuständen“
- 25. Open Ohr Festival 1999 „Macht gegen Macht“
- 26. Open Ohr Festival 2000 „Auszeit“
- 27. Open Ohr Festival 2001 „Die Rechts schaffende Mitte“
- 28. Open Ohr Festival 2002 „Freiheit & Democracy“
- 29. Open Ohr Festival 2003 „Style over substance“
- 30. Open Ohr Festival 2004 „Arbeit abschaffen“
- 31. Open Ohr Festival 2005 „Aktenzeichen XX ungelöst – von kleinen und großen Unterschieden“, Klartext „Frauen – was ist alles (nicht) erreicht?“
- 32. Open Ohr Festival 2006 „Privatsache!“
- 33. Open Ohr Festival 2007 „angst haben ... macht angst“
- 34. Open Ohr Festival 2008 „Von Konsum und anderen Notwendigkeiten“
- 35. Open Ohr Festival 2009 „Himmel, Arsch & Zwirn“, es ging um den Themenkreis Glaube, Religion und Weltanschauung
- 36. Open Ohr Festival 2010 „Ja Nein Vielleicht – Hauptsache YEAH!“ mit Chancen, Risiken und der Zerrissenheit der Generation der Millennials.
- 37. Open Ohr Festival 2011 „Rien ne va plus – nichts geht mehr“. Thema war die globale Finanz- und Wirtschaftskrise und ihre Ursachen und Folgen.
- 38. Open Ohr Festival 2012 „System neu starten?“. Dabei ging es um das verstärkte globale Aufkommen an sozialen Protest- und Modernisierungsbewegungen.
- 39. Open Ohr Festival 2013 „So jung kommen wir nicht mehr zusammen“
- 40. Open Ohr Festival 2014 „Maikäfer flieg“
- 41. Open Ohr Festival 2015 „Kein Land in Sicht“
- 42. Open Ohr Festival 2016 „HEIMAT – Was zum Kuckuck?!“
- 43. Open Ohr Festival 2017 „Wegwerfware Mensch“
- 44. Open Ohr Festival 2018 „Körperbau“
- 45. Open Ohr Festival 2019 „PARTEI ERGREIFEN“
- 46. Open Ohr Festival 2020 „KEINRAUMWOHNUNG“, Absage auf Grund der Corona-Pandemie, Alternativprogramm als Livestream am Pfingstmontag aus der Halle 45.
- 47. Open Ohr Festival 2021 „LASST UNS BUNTE BANDEN BILDEN“, Format: Zweitägiger Livestream von der Zitadelle.
- 48. Open Ohr Festival 2022 „Gegensteuern“
- 49. Open Ohr Festival 2023 „Irr:relevant“
- 50. Open Ohr Festival 2024 „KUNST KRITIK KRAWALL“
- 51. Open Ohr Festival 2025 „Lauter! Demokrat*innen“